# Port de Tudons
El Port de Tudons és un port de muntanya del Comtat que s'alça a uns 1.024 metres sobre el nivell de la mar. És a la serra d'Aitana.
En els mesos de desembre, gener i febrer, a causa de les baixes temperatures, s'hi produeixen gelades.

## Clima
Aquest port presenta un clima mediterrani amb matís lleuger continental a conseqüència de l'altura.
Els dies de neu oscil·len entre 4 i 8 al llarg de l'hivern.
Les temperatures en estiu són suaus i caloroses, arribant així a més de 30 graus i les mínimes com ja hem esmentat poden baixar per sota zero.